# Арчаков, Андрей Сергеевич
Андрей Сергеевич Арчаков (род. 30 июня 2006, Ростов-на-Дону, Россия) — российский кинорежиссёр и сценарист, актёр озвучивания и дубляжа, актёр кино, чтец стихов и прозы. Один из самых молодых кинорежиссёров мира — в 13 лет снял художественный исторический фильм «Екатерина II. Закат Великой», который вышел в российский прокат на большие экраны в сети кинотеатров России). Член «Евразийской творческой гильдии» (Лондон, Великобритания, 2022), «Лучший молодой режиссёр Евразии» (2022).

## Биография
Андрей родился 30 июня 2006 года в Ростове-на-Дону в семье журналиста Сергея Арчакова и hr-специалиста Ольги Арчаковой. В 2010 году семья Арчаковых переехала в Москву.
Андрей Арчаков учился в московской государственной среднеобразовательной школе № 1955 с углубленным изучением ИЗО. В период с 2014 по 2020 годы Андрей многократно становился призёром и победителем московских и всероссийских конкурсов по изобразительному искусству.
В 2024 году Андрей поступил во ВГИК на режиссуру кино и телевидения (мастерская Владимира Ивановича Хотиненко)

## Творческая деятельность

### Карьера
В киноиндустрии Андрей Арчаков работает с 11 лет. — в 2017 году, благодаря победе в конкурсе, озвучил одну из ролей в фильме «Лего Ниндзяго», так началась его карьера как актёра дубляж.
Арчаков — чтец, актёр, читающий стихи и прозу. В 2018 году он победил в Международном фестивале любительских и народных театров, художественного слова и актёрской песни им. Ф. Г. Раневской «Флинт». В том же году занял первое место в Международном фестивале детского творчества «Счастье» (2018 год).
В 2018 году Андрей стал официальным участником телеконкурса «Синяя птица», где выступил на отборочном туре с «Балладой о крыльях» Р. Рождественского и в финале с монологом «Песенка Шляпника» В.Высоцкого по мотивам романа «Алиса в стране чудес».
В 2019 году Арчаков занял 1 место в номинации «Актерское мастерство» в международном творческом фестивале-конкурсе «Ты — Легенда».
В 2020 году в возрасте 13 лет Арчаков на выигранный им в телеконкурсе 1 миллион рублей снял свой первый художественный фильм «Екатерина II. Закат Великой», который был удостоен 8 наград на 7 кинофестивалях, а 23 августа 2022 фильм Андрея вышел на большой экран в кинотеатрах России.

### Актёр кино
В 2017 году состоялся актёрский дебют в одном из эпизодов телесериала «След» (реж. Всеволод Аравин), сыграв одну из главных ролей.
В 2018 году сыграл одну из ролей в детском онлайн-фильме «Джинай-II».
В 2019—2020 году Арчаков получил роль в фильме Данилы Козловского «Чернобыль».
В 2020 году в течение 20 съёмочных дней снимался в сериале «Идеальная семья» (реж. Владимир Котт) в роли сына в семье фанатов собак.

### Актёр дубляжа и озвучивания
В 2017 году Андрей Арчаков начал профессионально работать актёром озвучивания и дубляжа, сотрудничая с ведущими российскими студиями дубляжа.
Начинал с детских персонажей: «Удивительный мир Гамбола» (Гамбол); «Озарк» (Джон Бирд); «Герои в масках» (Кэтбой); «ПУПС. Поставка уникальных подарков семьям» (Пингвин Пип); «Аквамен» (дети) и других ролей.
С изменением тембра голоса менялся и возраст озвученных Андреем героев: «Терминатор-2: Судный день» (Джон Коннор) — в 2018 году фильм был профессионально переозвучен по заказу телеканала ТВ-3; «Неистовый» (Кайл Хантер); «Сквозь снег» (Майлз); «Лука» (Альберто Скорфано); «Долина мумий-троллей» (Снусмумрик); «Нейт всемогущий» (Нейт Райт); «Заговор сестер Гарви» (Майкл Флинн) и другие.
На 2023 год, работая в дубляже, Андрей Арчаков озвучил более 50 ролей.

## «Екатерина II. Закат Великой»
В ноябре 2019 года в возрасте 13 лет Андрей Арчаков принял участие в телеконкурсе «Миллион на мечту», где перед членами жюри озвучил свою мечту — снять исторический фильм о последних годах жизни императрицы Екатерины Великой. Один из членов жюри, основатель компании «Natura Siberica» Андрей Трубников принял решение, не дожидаясь окончания результатов конкурса, стать спонсором фильма ю и предоставил Арчакову за счет средств своей компании 1 миллион рублей на проведение киносъемок.
В январе-июле 2020 год Арчаков, написав сценарий и собрав кинокоманду, арендовал музей-усадьбу «Кусково» и другие локации для съемок, выступил в качестве режиссёра и снял художественный исторический короткометражный фильм «Екатерина II. Закат Великой». СМИ назвали Арчакова самым молодым кинорежиссёров России и мира.

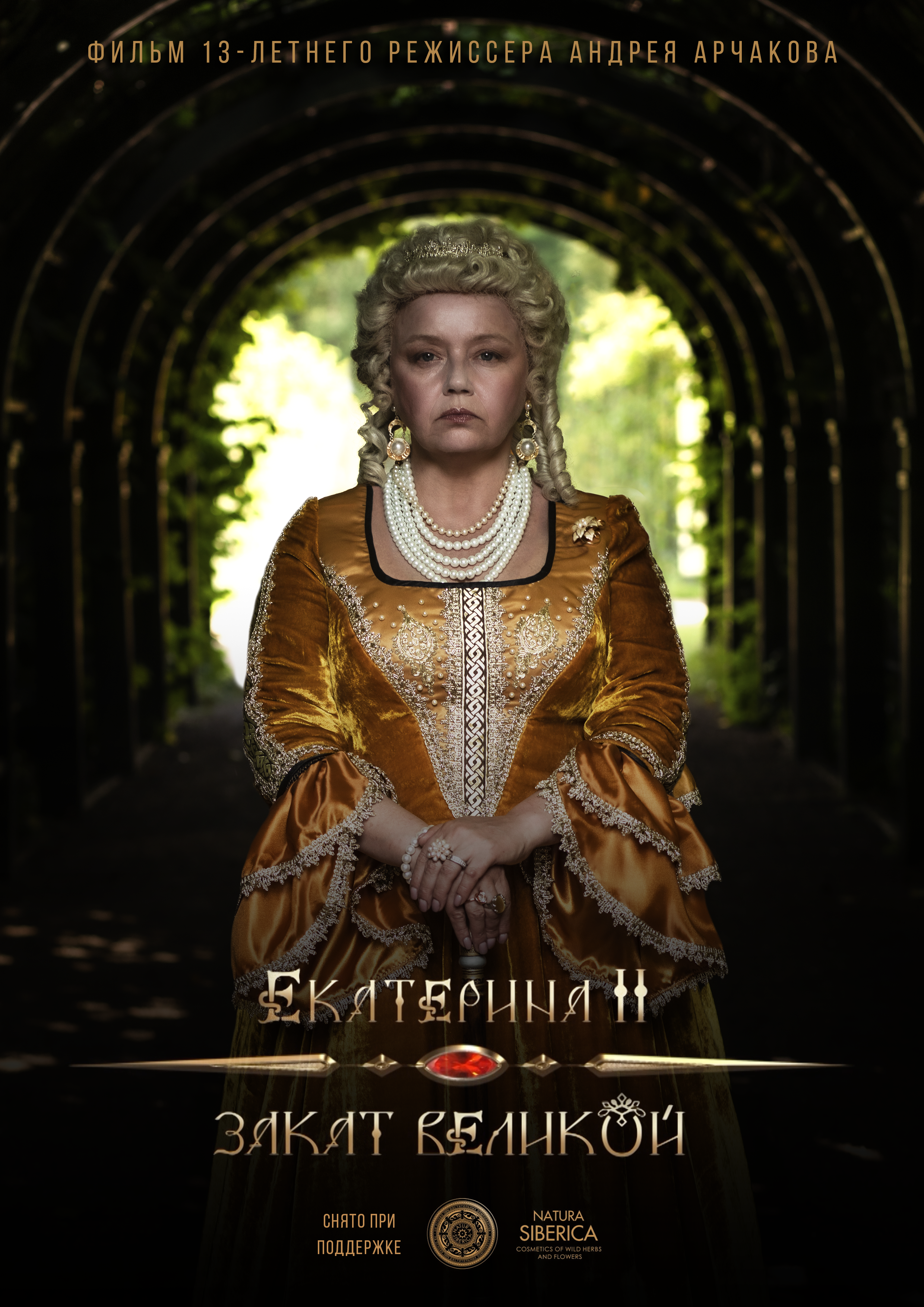
Официальный постер фильма «Екатерина II. Закат Великой» (2022) (реж. Андрей Арчаков)

В 2021—2023 годах фильм «Екатерина II. Закат Великой» стал участником официального отбора 18 международных кинофестивалей, в 8 случаях фильм «Екатерина II. Закат Великой» получил дипломы I степени, став победителем кинофестивалей. На Евразийском кинофестивале ECG Film Festival 2022 в Лондоне Арчаков получил диплом «Лучший молодой режиссёр Евразии» и стал членом Евразийской творческой гильдии.
В августе 2022 года фильм Андрея Арчакова «Екатерина II. Закат Великой» вышел в оффлайн-прокат — эксклюзивно в крупнейшей в России сети кинотеатров «Синема парк — Формула кино», в 78 кинотеатрах РФ. С декабря 2023 года фильм вышел в российских онлайн-кинотеатрах со средним рейтингом 5,3.
СМИ назвали выход короткометражного фильма на широкие экраны, снятого 13-летним кинорежиссёром, уникальным случаем в истории мирового кинематографа.

## «Первая на русском троне»
В августе 2023 года 17-летний Андрей Арчаков приступил к съемкам своего второго художественного фильма, который посвящен жизни царевны Софьи. Съемки пилотных эпизодов состоялись 7 и 8 августа, во Дворец Алексея Михайловича в Музей-заповеднике «Коломенское» и в Ростовском Кремле г. Ростова Великого. Как и в своем первом фильме, Андрей сам написал сценарий, привлек спонсоров, собрал новую кинокоманду.

## Общественная деятельность
29 октября 2022 года Андрей Арчаков выступил в МГТУ им. Баумана на IV Всероссийском форуме для подростков Level Up.

## Фильмография

### Режиссёр кино
- 2022 — Екатерина II. Закат Великой

### Сценарист
- 2022 — Екатерина II. Закат Великой

### Актёр кино
- 2018 — След — Жора Кручинин
- 2019 — Джинай-II или Джинн-недоучка — Колька
- 2020 — «Идеальная семья» — сын в семье собачников
- 2020 — «Слепая» (серии «Не просто так», «Инерция») — мальчик-главный герой
- 2021 — Чернобыль — мальчик

### Озвучивание и дубляж
- 2017 — Лего Ниндзяго фильм — мальчики
- 2017 — Герои в Масках — Catboy
- 2017 — Лига справедливости — мальчик
- 2018 — Озарк — Jonah Byrde
- 2018 — Аквамен — мальчик
- 2018 — Фантастические твари: Преступления Грин-де-Вальда — мальчик
- 2018 — Проклятие плачущей — мальчик
- 2018 — Где Уолли? — Waldo
- 2018 — Терминатор 2: Судный день — John Connor
- 2019 — Удивительный мир Гамбола — Gumball Wattterson
- 2019 — ПУПС: Поставка уникальных подарков — Pip the Penguin
- 2019 — Шахматист — Louis
- 2019 — Аэронавты — Charlie
- 2019—2020 — Долина Муми-троллей — Snufkin (Снусмумрик)
- 2019 — После свадьбы — Otto
- 2019 — Акулы — мальчик
- 2020 — Неистовый — Kyle Hunter
- 2020 — Охота на Санту — Billy Wenan
- 2020 — Рождественские хроники 2 — Doug
- 2020 — Путь Хико — Guis
- 2020 — Таинственный сад — Colin
- 2020 — Сокровище пиратской бухты — Hedge
- 2020 — Удивительные истории — Brady
- 2020 — Питер Пэн и Алиса в стране чудес — David Littleton
- 2020 — Сквозь снег — Miles
- 2020 — Лена и львенок — Bobby
- 2021 — My Little Pony: Новое поколение — мальчик
- 2021 — Охана: В поисках сокровища — Casper
- 2021 — Без резких движений — Matthew Wertz Jr.
- 2021 — Лука — Alberto Scorfano
- 2021 — Бойся темноты — мальчик
- 2021 — Школа волшебства — Tivoli, Chicco
- 2021 — Чудо в океане — Geco
- 2022 — Нейт всемогущий — Nate Wright
- 2022 — Заговор сестер Гарви — Michael Flynn
- 2022 — Новая жизнь Эллы — Colin, Gavin, Daniel, Leo
- 2022 — Уверенным шагом — мальчик

## Награды и номинации

### Фильм «Екатерина II. Закат Великой»
- 2021 — Лауреат Международного кинофестиваля короткометражных фильмов (Будапешт, Венгрия)[13].
- 2021 — «Лучший дебют» — Московский международный кинофестиваль MosFilmFest (Россия)[14].
- 2021 — «Лучший дебют» — Феодосийский международный кинофестиваль (Россия)[15].
- 2022 — «Лучший режиссёрский дебют», «Лучший исторический фильм» — Сочинский международный кинофестиваль (Россия)[16].
- 2022 — диплом лауреата Международного кинофестиваля Black Hills Film Festival (США)[17].
- 2022 — «Лучший молодой режиссёр Евразии» — Евразийский кинофестиваль ECG Film Festival, (Лондон, Великобритания)[18].
- 2022 — диплом лауреата Международного кинофестиваля Flathead lake international cinemafest 2022 (США).
- 2022 — «Лучший исторический фильм» — Международный кинофестиваль «Белые ночи» (Санкт-Петербург, Россия).[19].
- 2022 — «Лучший фильм внеконкурсной программы» — Международный кинофестиваль короткометражных фильмов «Мечта» (Москва, Россия)[20]. (Фильм представлен вне конкурса, так как хронометраж фильма превышает 20 минут, установленный для короткометражек).
- 2022 — «Лучший исторический фильм» — Российско-Американский кинофестиваль «Мосты» — Bridges (РФ, Санкт-Петербург — США, Нью-Йорк)[21].
- 2023 — «Успешный дебют самого юного режиссёра российского кино» — X Международный кинофестиваль «Дворянский мир» (Москва, Россия)[22]